# Amphoe Chiang Saen

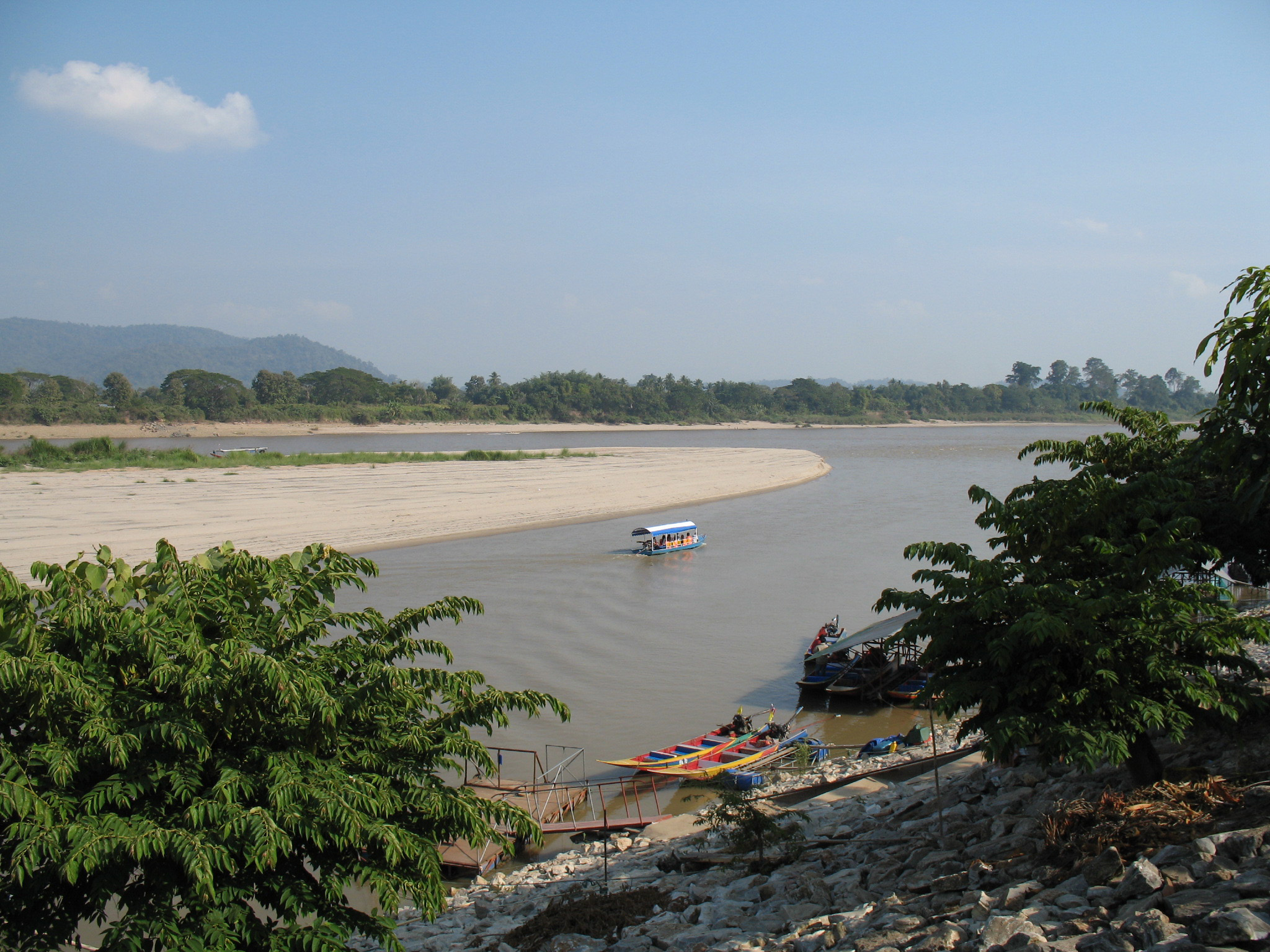
Das Goldene Dreieck

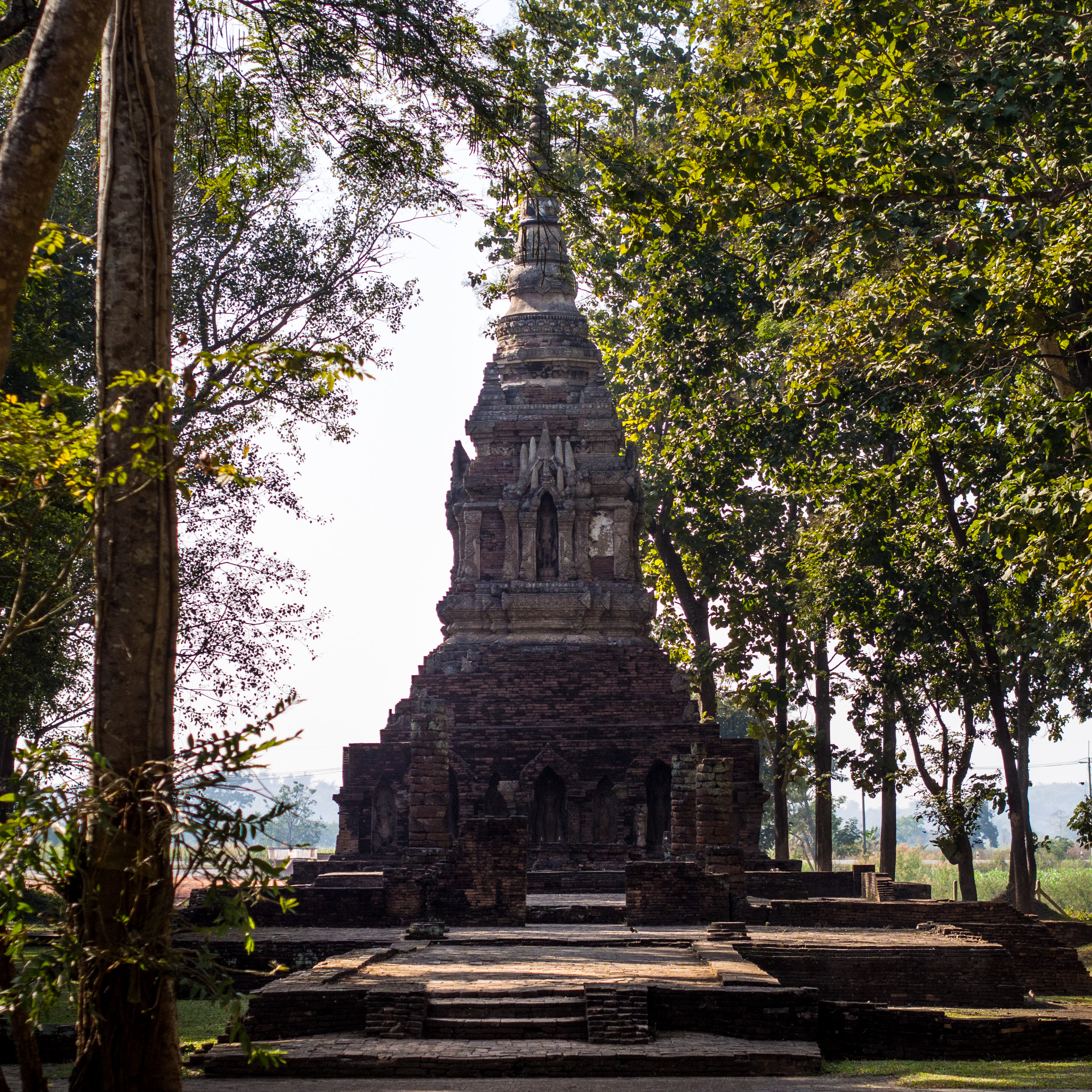
Chedi des Wat Pa Sak

Amphoe Chiang Saen (Thai: อำเภอ เชียงแสน, Aussprache: ʔāmpʰɤ̄ː tɕʰīaŋ sɛ̌ːn) ist ein Landkreis (Amphoe – Verwaltungs-Distrikt) im Norden der Provinz Chiang Rai. Die Provinz Chiang Rai liegt im äußersten Norden der Nordregion von Thailand. Die Kreishauptstadt heißt ebenfalls Chiang Saen.

## Geographie
Benachbarte Landkreise (von Osten im Uhrzeigersinn): die Amphoe Chiang Khong, Doi Luang, Mae Chan und Mae Sai der Provinz Chiang Rai. Im Norden teilt sich Chiang Saen eine Grenze mit dem Shan-Staat von Myanmar und mit der laotischen Provinz Bokeo.
Das Gebiet, wo der Ruak-Fluss in den Mekong mündet wird als Goldenes Dreieck bezeichnet. Die Grenzregion der drei Staaten Thailand, Myanmar und Laos ist heute ein beliebtes Ziel von Touristen.

## Geschichte
Ausgrabungen zeigen, dass die Gegend am Ufer des Mekong bereits in prähistorischer Zeit besiedelt war. Über die Zeit vor dem 12. Jahrhundert gibt es nur spärliche Quellen, das Königreich Ngoen Yang soll hier existiert haben. Zur Zeit von König Mengrai wurde Chiang Saen zu einer wichtigen Stadt (Mueang) im Königreich Lan Na.
Zur Regierungszeit von Rama I. eroberte Chao Kawila von Chiangmai die Stadt, um Lan Na von der Herrschaft der Birmanen zu befreien. Daraufhin verfiel Chiang Saen, da ihre Einwohner in andere Städte umgesiedelt wurden.
Heute sind hier die Ruinen zahlreicher buddhistischer Tempel zu sehen, wie zum Beispiel Wat Pa Sak mit einem gut erhaltenen Chedi.
Zu Beginn des 20. Jahrhunderts  wurde die Stadt Chiang Saen in einen Landkreis umgewandelt, der ebenfalls einen gleichnamigen „Zweigkreis“ (King Amphoe) enthielt, bestehend aus dem Zentrum. Der Unterbezirk wurde im Jahr 1925 aufgelöst. Zwei Jahre später wurde er unter dem Namen Chiang Saen Luang (เชียงแสนหลวง) neu gegründet. Im Jahr 1939 wurde der Unterbezirk in Chiang Saen umbenannt, während der bereits bestehende Kreis Chiang Saen in Mae Chan umbenannt wurde. Am 6. April 1957 erhielt der Unterbezirk den vollen Amphoe-Status.

## Verwaltung

### Provinzverwaltung
Der Landkreis Chiang Saen ist in sechs Tambon („Unterbezirke“ oder „Gemeinden“) eingeteilt, die sich weiter in 70 Muban („Dörfer“) unterteilen.
| Nr. | Name       | Thai    | Muban | Einw.  |
| --- | ---------- | ------- | ----- | ------ |
| 01. | Wiang      | เวียง    | 09    | 11.502 |
| 02. | Pa Sak     | ป่าสัก    | 13    | 07.674 |
| 03. | Ban Saeo   | บ้านแซว  | 15    | 10.568 |
| 04. | Si Don Mun | ศรีดอนมูล | 13    | 07.584 |
| 05. | Mae Ngoen  | แม่เงิน   | 12    | 08.238 |
| 06. | Yonok      | โยนก    | 08    | 04.644 |

### Lokalverwaltung
Es gibt fünf Kommunen mit „Kleinstadt“-Status (Thesaban Tambon) im Landkreis:
- Wiang (Thai: เทศบาลตำบลเวียง) bestehend aus Teilen des Tambon Wiang.
- Ban Saeo (Thai: เทศบาลตำบลบ้านแซว) bestehend aus dem kompletten Tambon Ban Saeo.
- Mae Ngoen (Thai: เทศบาลตำบลแม่เงิน) bestehend aus dem kompletten Tambon Mae Ngoen.
- Yonok (Thai: เทศบาลตำบลโยนก) bestehend aus dem kompletten Tambon Yonok.
- Wiang Chiang Saen (Thai: เทศบาลตำบลเวียงเชียงแสน) bestehend aus Teilen des Tambon Wiang.

Außerdem gibt es zwei „Tambon-Verwaltungsorganisationen“ (องค์การบริหารส่วนตำบล – Tambon Administrative Organizations, TAO)
- Pa Sak (Thai: องค์การบริหารส่วนตำบลป่าสัก) bestehend aus dem kompletten Tambon Pa Sak.
- Si Don Mun (Thai: องค์การบริหารส่วนตำบลศรีดอนมูล) bestehend aus dem kompletten Tambon Si Don Mun.